# John Travers
John Travers (Londres, Regne de la Gran Bretanya, 1703 - 1758) fou un músic que adquirí gran celebritat com a organista i compositor de música religiosa. També fou molt apreciat com a autor de cançons, alguna de les quals conserva durant molts anys a Anglaterra. Va ser organista de la Capella de Sant Pau i de la Capella Reial, en la que s'hi conservem algunes composicions seves.